# Łucznictwo na Światowych Wojskowych Igrzyskach Sportowych 2015
Łucznictwo na Światowych Wojskowych Igrzyskach Sportowych 2015 – zawody, które odbywały się w południowokoreańskim Mungyeongu w dniach od 5 do 9 października 2015 roku podczas igrzysk wojskowych.
Na igrzyskach wojskowych w Mungyeongu nastąpił debiut nowej dyscypliny - łucznictwa sportowego w 7. konkurencjach. Zawody zostały rozegrane na obiektach Yecheon Jinho International Archery Field. Reprezentacja Polski nie zdobyła medalu.

## Medaliści

### Strzelanie z łuku klasycznego
| Konkurencja            | Złoto                                                        | Srebro                                                                           | Brąz                                                                     |
| indywidualnie kobiet   | Guendalina Sartori                                           | Zhang Binghong                                                                   | Alena Kuzniecowa                                                         |
| drużynowo kobiet       | Włochy · Pia Lionetti · Guendalina Sartori · Elena Tonetta   | Mongolia · Urantungalag Bishindee · Miroslava Danzandorj · Ariunbileg Nyamjargal | Białoruś · Karyna Dziominskaja · Alena Kuzniecowa · Ekaterina Timofeyeva |
|                        |                                                              |                                                                                  |                                                                          |
| indywidualnie mężczyzn | Shin Jae-hun                                                 | Mauro Nespoli                                                                    | Koo Dae-han                                                              |
| drużynowo mężczyzn     | Korea Południowa · Kim Joo-wan · Kim Sung-hun · Shin Jae-hun | Chiny · Liu Xuanran · Meng Han · Qi Kaiyao                                       | Indie · Raj Vakil · Bulbul Marandi · Atul Verma                          |
|                        |                                                              |                                                                                  |                                                                          |
| mikst                  | Mongolia · Miroslava Danzandorj · Otgonbold Baatarkhuyag     | Chiny · Zhang Binghong · Qi Kaiyao                                               | Brazylia · Sarah Nikitin · Bernardo Oliveira                             |

### Strzelanie z łuku bloczkowego
| Konkurencja            | Złoto                                                       | Srebro                                                           | Brąz                                                         |
| indywidualnie mężczyzn | Romaios Roumeliotis                                         | Michael Lukow                                                    | Fabio Tomasulo                                               |
| drużynowo mężczyzn     | Francja · Eric Baudrit · Sebastien David · Raphael Perriraz | Holandia · Paul Gommers · Roger Hack · Wesley van den Wildenberg | Niemcy · Jens Engelke · Martin Neugebauer · Stefan Paschetag |

## Klasyfikacja medalowa
* Gospodarz zawodów został zaznaczony tym kolorem.
| Miejsce            | Reprezentacja      | Złoto | Srebro | Brąz | Razem |
| ------------------ | ------------------ | ----- | ------ | ---- | ----- |
| 1                  | Włochy             | 2     | 1      | 1    | 4     |
| 2                  | Korea Południowa*  | 2     | 0      | 1    | 3     |
| 3                  | Mongolia           | 1     | 1      | 0    | 2     |
| 4                  | Francja            | 1     | 0      | 0    | 1     |
| 5                  | Grecja             | 1     | 0      | 0    | 1     |
| 6                  | Chiny              | 0     | 3      | 0    | 3     |
| 7                  | Holandia           | 0     | 1      | 0    | 1     |
| 7                  | Stany Zjednoczone  | 0     | 1      | 0    | 1     |
| 9                  | Białoruś           | 0     | 0      | 2    | 2     |
| 10                 | Brazylia           | 0     | 0      | 1    | 1     |
| 10                 | Indie              | 0     | 0      | 1    | 1     |
| 10                 | Niemcy             | 0     | 0      | 1    | 1     |
| Ogółem (12 państw) | Ogółem (12 państw) | 7     | 7      | 7    | 21    |